# Врангель, Ольга Михайловна
Ольга Михайловна Врангель (до замужества — Иваненко; 3 [15] августа 1883, Санкт-Петербург, Российская империя — 8 сентября 1968, Нью-Йорк, США) — общественный деятель, медик. Супруга белого генерала, командующего Вооруженными Силами Юга России, а впоследствии — Русской армией барона П. Н. Врангеля.

## Жизнь до замужества
Происходила из дворянской семьи. Её отец Михаил Моисеевич Иваненко — камергер Высочайшего Двора — был крупным новороссийским землевладельцем, по семейному преданию род происходил от валашского господаря Ивана Ионенка. В свою очередь, мать Ольги — Наталья Михайловна Каткова была дочерью известного консервативного публициста и издателя Михаила Каткова.
Будучи дочерью камергера, девушка состояла фрейлиной Их Императорских Величеств, была близка к императрице Александре Фёдоровне. Она увлекалась медициной и занималась её изучением на курсах медицинских сестёр.
Несколько раз она отказывалась от предложений замужества (по воспоминаниям современников, Ольга обладала незаурядной внешностью и привлекала внимание многих мужчин). Замуж она вышла 1 августа 1908 года — за молодого поручика, барона Петра Врангеля.

## Семейная жизнь
Врангель с трудом привыкал к семейной жизни, отходя от привычных развлечений в гвардейском кругу. Однако Ольга, тактичная и терпеливая женщина, смогла повернуть жизнь в прочное русло. Большую роль сыграла и её беременность, уже в следующем году обернувшаяся рождением первой дочери Елены.
Согласно легенде, именно баронесса спасла мужа от расстрела большевиками в 1918 году. Когда за Врангелем пришли, она изъявила желание погибнуть вместе с ним, и большевики оставили барона в живых.
В 1919 году барон тяжело заболел тифом. Ольга Михайловна лично ухаживала за ним. Впоследствии в своих мемуарах он говорил, что своим выздоровлением обязан в первую очередь жене.
Во время Первой мировой войны Ольга Михайловна, имеющая медицинское образование, добровольно работала в военном госпитале, а спустя несколько лет, в Екатеринодаре, уже заведовала госпиталем для солдат Добровольческой армии.

## В эмиграции

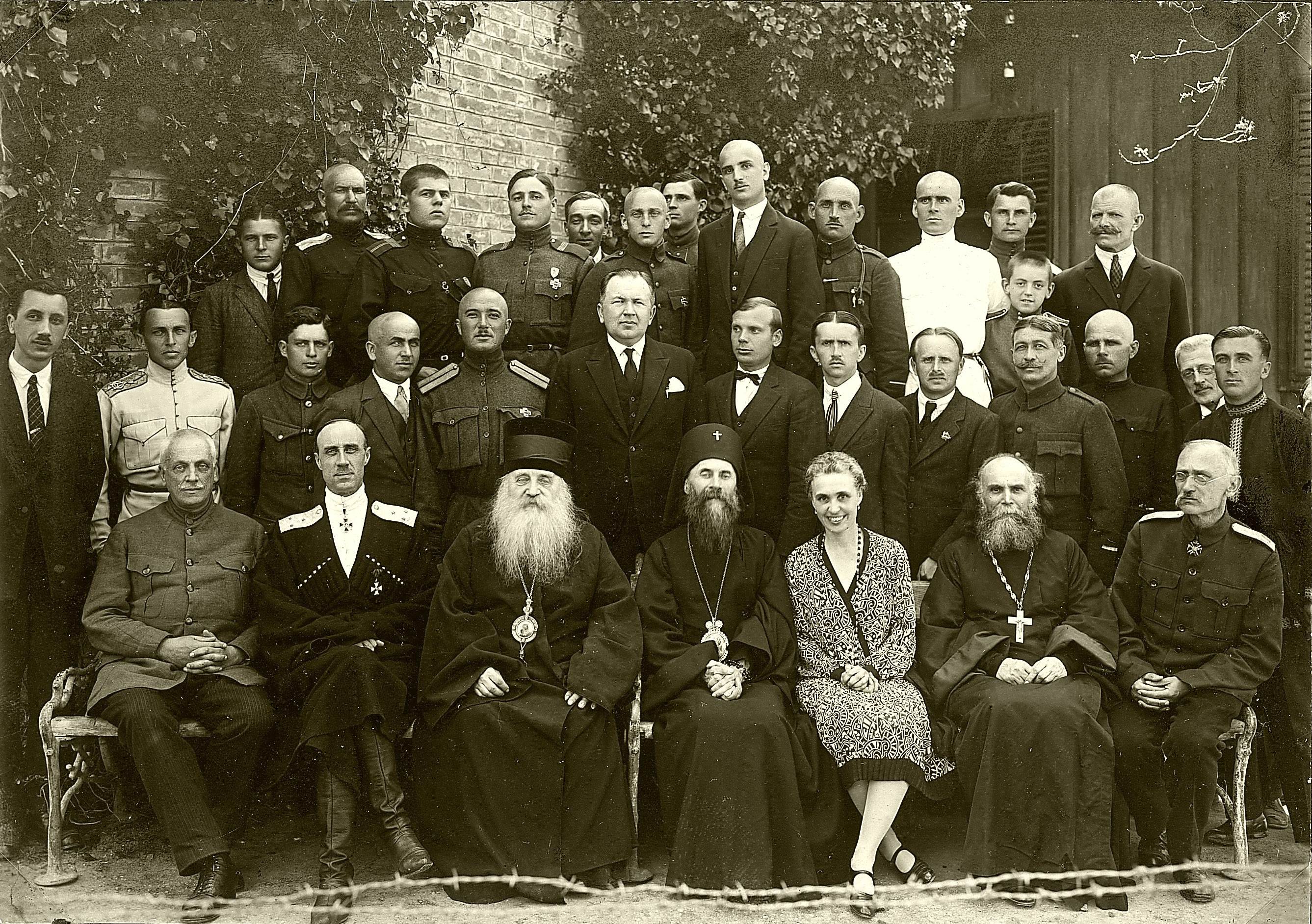
Группа русских эмигрантов в Югославии. Сидят: второй слева — Пётр Врангель, третий слева — митрополит Антоний Храповицкий, третья справа — Ольга Врангель

После оставления Крыма в 1920 году Ольга Михайловна целиком посвятила себя заботе о беженцах. Впоследствии Сергей Палеолог вспоминал, что в Константинополе среди беженцев только и было слышно: «Вы не видели Ольгу Михайловну?..», «Ольга Михайловна поможет… напишет… скажет… сделает…». «Никто не мог с таким искренним участием поговорить с простым казаком, солдатом, офицером, ставшим инвалидом, с безутешными матерями и вдовами, как это делала она».
Стараниями супруги Врангеля были созданы два туберкулёзных санатория для русских эмигрантов в Болгарии и Югославии, средства на организацию которых она добывала самостоятельно во время путешествия в Америку. Деньги на поездку баронессе дал князь Феликс Юсупов, знаменитый своим участием в убийстве Григория Распутина. Ольга Михайловна исколесила весь американский континент, выступая с речами на благотворительных приёмах и принимая материальные пожертвования от сочувствующих граждан.
После таинственной смерти мужа в 1928 году Ольга Михайловна жила со старшей дочерью Еленой, с семьей которой и перебралась на постоянное место жительства в США.
Скончалась 8 сентября 1968 года. Похоронена на русском православном кладбище Ново-Дивеево.